# PeopleSoft
PeopleSoft war ein großer, internationaler Anbieter von ERP- und CRM-Software. Besonders stark war PeopleSoft in den USA, während sie in Deutschland eher als Anbieter von Personalinformationssystemen angesehen wurden. Dies resultierte aus der Tatsache, dass PeopleSoft als reiner HCM/HR-Softwarehersteller anfing, danach FinSCM Anwendungen entwickelte, die aber in Deutschland wenig Verbreitung fanden, und erst nach Übernahme des damals zweitgrößten Herstellers von CRM-Software, Vantive, im Jahre 2000, ein eigenes CRM-Produkt im Portfolio hatte.
PeopleSoft lieferte sich zwischen Mitte des Jahres 2003 und Dezember 2004 mit dem größeren Konkurrenten Oracle eine Übernahmeschlacht. Vor allem Oracle-Chef Larry Ellison machte während dieser Zeit von sich reden, da er die Ereignisse oft sehr persönlich nahm. Am 13. Dezember 2004 unterbreitete Oracle ein Angebot von 10,3 Mrd. US-Dollar zur Übernahme von PeopleSoft, das die PeopleSoft-Aktionäre annahmen. Damit gehören PeopleSoft und die PeopleSoft Applikationen zu Oracle.